# Гёко (суперкомпьютер)
Гёко (яп. 暁光 гё:ко:, рассвет) — суперкомпьютер, разработанный компаниями ExaScaler и PEZY Computing. Он расположен в Японском агентстве по науке и технике в области морских и космических исследований (JAMSTEC) Института геологии Земли Иокогамы, на том же этаже, где расположен Earth Simulator.

## Архитектура
Gyoukou основан на технологии ZettaScaler-2.x от ExaScaler, в которой используется система жидкостного погружения с использованием Fluorinert.
Каждый модуль PEZY-SC2 содержит 2048 элементов обработки (1 ГГц), шесть процессоров управления MIPS64 и 4 модуля DDR4 DIMM (64 ГБ на модуль по состоянию на ноябрь 2017 года).

## Производительность
Гёко занимал 69-е место в рейтинге супекомпьютеров TOP500 с производительностью 1.677 терафлопс по состоянию на июнь 2017 года.
После модернизации в 2017 году с использованием новой системы ZettaScaler-2.2 он занял 4-е место в рейтинге суперкомпьютеров TOP500 с показателем производительности 19.135 петафлопс по состоянию на ноябрь 2017 года.
Гёко обладает высокой энергоэффективностью, и он занял 5-е место на уровне 14,173 гигафлопсов/ватт в рейтинге энергоэффективности Green500 в ноябре 2017 года.